# Saint-Viaud
Saint-Viaud is een gemeente in het Franse departement Loire-Atlantique (regio Pays de la Loire). De plaats maakt deel uit van het arrondissement Saint-Nazaire. Saint-Viaud telde op 1 januari 2022 2.846 inwoners.

## Geografie
De oppervlakte van Saint-Viaud bedroeg op 1 januari 2022 32,63 vierkante kilometer; de bevolkingsdichtheid was toen 87,2 inwoners per km².

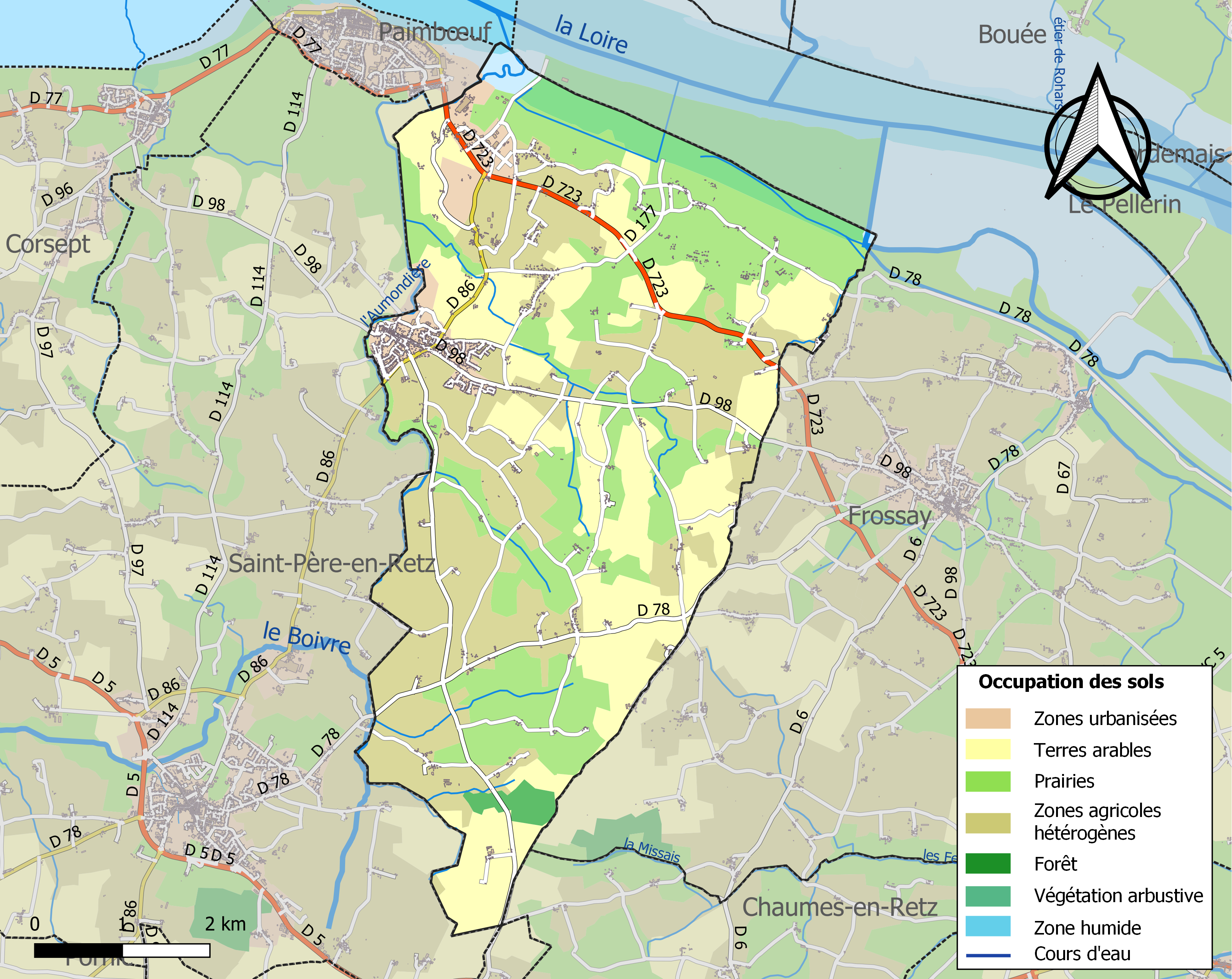
Kaart van de gemeente met de belangrijkste infrastructuur, bodemgebruik en omliggende gemeenten

## Demografie
Onderstaande figuur toont het verloop van het inwonertal (bron: INSEE-tellingen).